# 滨州直隶州
滨州，中国古代的州。
五代后周显德三年（956年）改赡国军置，治所在渤海县（今山东省滨州市）。辖境约当今山东省滨州、沾化、利津等市县及博兴县部分地。元朝时，略有减缩。明朝洪武初年，省渤海县入州。清朝雍正二年（1724年）升为直隶州。十二年复降滨州直隶州为散州。1913年改为滨县。 